# Fiołek powabny
Fiołek powabny (Viola gracilis Sm.) – gatunek roślin z rodziny fiołkowatych (Violaceae). Występuje naturalnie w Serbii, Czarnogórze, Albanii, Macedonii Północnej, Grecji, Bułgarii i Turcji. 

## Morfologia
PokrójBylina dorastająca do 30 cm wysokości, tworzy kłącza. Pędy są liczne, grube, wzniesione lub wyprostowane.
LiścieBlaszka liściowa ma zaokrąglony, szeroko jajowaty, jajowaty lub podługowato eliptyczny kształt. Mierzy 2–3 cm długości, jest ząbkowana na brzegu, ma sercowatą nasadę i tępy wierzchołek. Górna powierzchnia jest naga, natomiast od spodu są czasami owłosione na żyłach i wzdłuż krawędzi. Ogonek liściowy jest nagi i ma 2–4 cm długości. Przylistki są pierzaste.
KwiatyPojedyncze, wyrastające z kątów pędów, osadzone na długich szypułkach. Mają działki kielicha o lancetowatym kształcie. Płatki są odwrotnie jajowate, płatki boczne i górne są żółte lub niebieskofioletowe, natomiast dolny jest odwrotnie jajowaty i ma żółtą, niebiesko-fioletową lub jasnofioletową barwę, u podstawy żółtawo-pomarańczową, z 5–7 ciemniejszymi żyłkami, posiada obłą ostrogę o długości 6-10 mm.
OwoceTorebki.

## Biologia i ekologia
Rośnie w miejscach suchych; trawiastych lub kamienistych. Występuje zwykle pojedynczo, ale w niektórych miejscach można znaleźć grupy z dużą liczbą osobników i dużym zagęszczeniem. Kwitnie od maja do sierpnia, natomiast owoce pojawiają się od lipca do września. 

## Zagrożenia i ochrona
Największymi zagrożeniami dla zachowania siedlisk tego gatunku są ograniczony zasięg, koszenie trawy na siano, hodowla i wypas zwierząt, niszczenie siedlisk w wyniku turystyki oraz zbieranie okazów jako rośliny ozdobnej. Zdolność reprodukcyjna gatunku jest ogólnie dobra – nasiona wykazują wysoką zdolność kiełkowania. W Bułgarii gatunek jest chroniony zgodnie z krajową ustawą o różnorodności biologicznej. Jego siedliska znajdują się tam na obszarach europejskiej sieci ekologicznej Natura 2000. 